# Gryllteiste

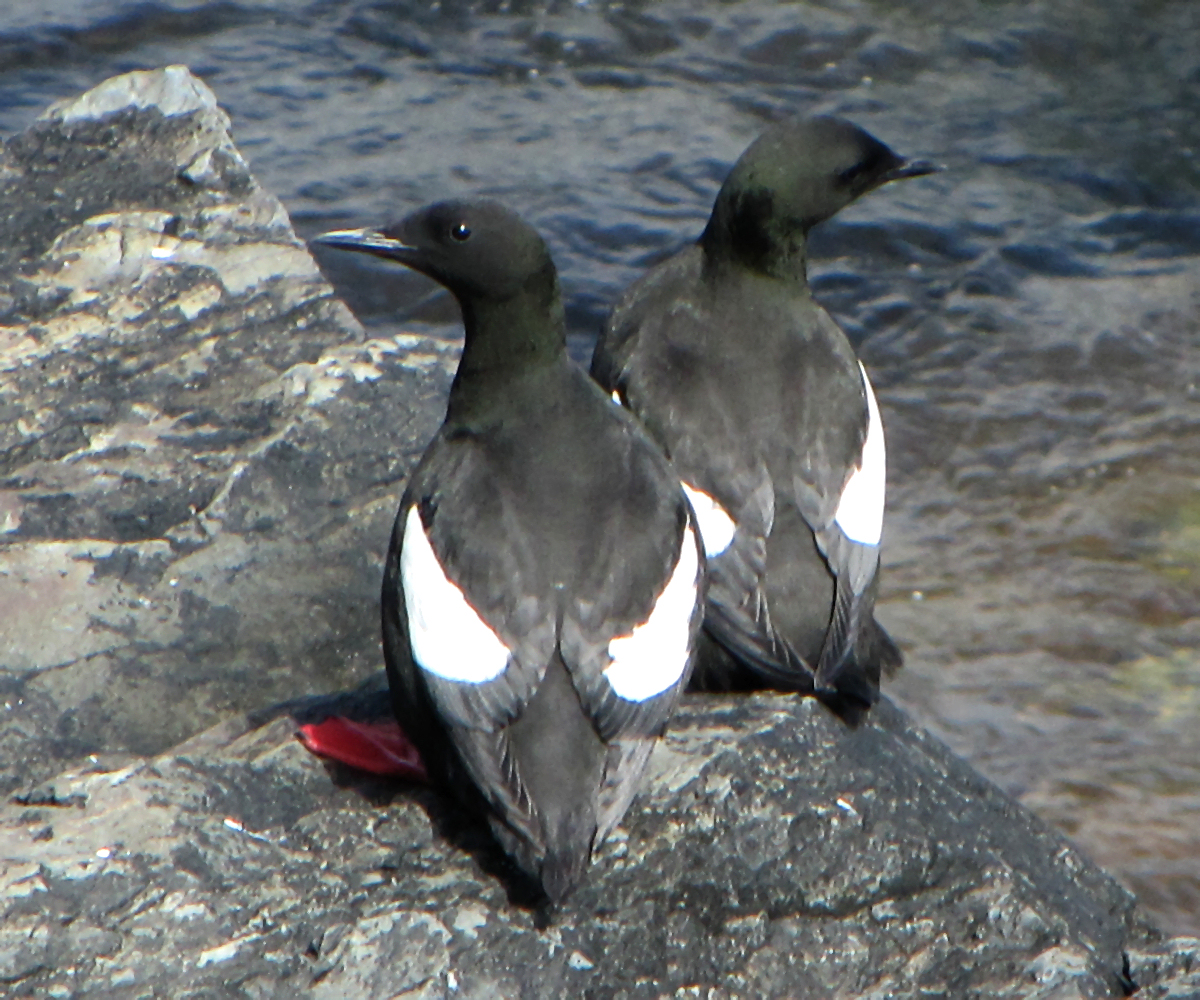

Die Gryllteiste (Cepphus grylle), gelegentlich auch nur Teiste genannt, ist eine mittelgroße Vogelart aus der Familie der Alkenvögel. Es handelt sich um gewandte Flieger, die häufig aus großer Flughöhe zu ihrem Brutplatz zurückkehren. Ihre Nahrung finden sie durch Tauchen. Es werden fünf gering differenzierte Unterarten unterschieden.
In Mitteleuropa ist die Nominatform Cepphus grylle grylle ein regelmäßiger Gastvogel an der Ostseeküste von Polen und Deutschland. Die Unterart Cepphus grylle atlantis wird unregelmäßig an der Nordseeküste Belgiens und der Niederlande sowie gelegentlich auch an der Ostseeküste beobachtet.

## Beschreibung
Bei erwachsenen Tieren beträgt die Körperlänge 32 bis 38 cm und die Flügelspannweite 49 bis 58 cm. Adulte Vögel auf Island wiegen durchschnittlich 427 Gramm, Brutvögel in Alaska dagegen wiegen durchschnittlich 383 Gramm.
Das Gefieder ist im Prachtkleid überwiegend braunschwarz und zeigt frisch vermausert einen grünen Schimmer. Auf Kinn, unterer Brust und Bauch bleiben bisweilen bei einigen Vögeln noch ein paar weiße Federn des Ruhekleids stehen. Die Flügel tragen ein ovales, weißes Feld, das durch die äußeren großen und mittleren Armdecken gebildet wird. Unterflügeldecken und Achselfedern sind überwiegend weiß. Der Schnabel ist schwarz mit einem roten Schlund. Beine und Füße sind rot gefärbt. Im Schlichtkleid ist der Vogel überwiegend weiß. An Oberkopf und Nacken ist das Gefieder an der Basis braun bis schwarzbraun und wirkt durch weiße Spitzen fleckig. Mehr oder weniger dunkle Befiederung findet sich auch an Zügel, Ohrdecken und teils um das ganze Auge herum. Der Rücken ist braunschwarz und wirkt durch weiße Säume gebändert. Diese sind auf dem vorderen Rücken schmal und werden zum hinteren Rücken hin breiter. Auf dem Bürzel sind sie so breit, dass dieser ganz weiß erscheint. An der sonst weißen Unterseite können an Kehle, Brust und Flanken dunkle Federbasen durchscheinen. Flügel und Schwanz sind wie beim Prachtkleid gefärbt.
Im Jugendkleid ist die Oberseite dunkel schiefergrau und zeigt an den Schultern weiße Federsäume. Die weiße Unterseite ist durch graue Säume dunkel gebändert bis gesprenkelt. Die bei adulten Vögeln schwarzen Partien des Flügels sind dunkel schiefergrau und auf den weißen mittleren Armdecken findet sich ein dunkler Spitzenfleck. Der vordere Teil des ovalen Flügelfeldes erscheint dadurch eher dunkelgrau als weiß. Das erste Winterkleid ist dem Jugendkleid noch sehr ähnlich. Scheitel und Nacken sind heller. Noch im ersten Brutkleid wirkt das weiße Flügelfeld stark gefleckt. Die Schwingen und Steuerfedern wirken durch Abnutzung oft silbergrau. Einige Vögel sind in den Jugendkleidern überwiegend braunschwarz. Diese Variante tritt bei einigen Unterarten häufiger auf als bei anderen.

## Verbreitung und Wanderungen
Die Gryllteiste ist ein Brutvogel an den Küsten des Nordpazifiks einschließlich der Beringstraße und dem arktischen Nordamerika, den arktischen Inselgruppen Eurasiens sowie dem Nordwesten Europas bis in den Süden Irlands und Schwedens. Die Vorkommen in Europa liegen auf Island, den Färöern, in Irland, in Norwegen auf der Insel Runde und in Schottland sowie auf kleineren Inseln vor der Küste Englands. In Nordamerika trifft man die Art von Maine nordwärts und in geringer Anzahl auch in Alaska. Im Pazifik überlappen sich die Brutgebiete mit denen der Taubenteiste.
Für Deutschland erfolgte 1953 der erste Brutnachweis auf Langenwerder. Ab 2016 gab es jedes Jahr Nachweise zur Brutzeit in der deutschen Ostsee. 2022 erfolgte ein Brutnachweis im Fährhafen von Puttgarden. Dort waren ab 2020 balzende Vögel beobachtet worden. An der Küste des Kreises Plön gab es 2020 bis 2022 Nachweise gerade selbstständig gewordener Jungvögel, ohne dass der Brutplatz bekannt wurde. In Dänemark nahm der Bestand in den letzten Jahren zu.
Die Überwinterung erfolgt in eisfreien Meeresbereichen, die aber nicht sehr weit von den Brutgebieten entfernt liegen. Die in der Ostsee beheimatete Unterart Cepphus grylle grylle konzentriert sich im Winter im Westen und Süden der Ostsee. Gewöhnlich werden die Überwinterungsgebiete im Dezember bis Januar erreicht. Im April und Mai erfolgt die Rückkehr an die Brutplätze. Die Brutvögel Großbritanniens und Irlands bleiben in der Regel in der Nähe ihrer Brutkolonien. Die Unterart C. g. arcticus überwintert meist nicht mehr als 300 bis 400 Kilometer vom Brutplatz entfernt. Sie hält sich im Winter teilweise im Treibeis, beispielsweise im Weißen Meer auf. Die Rückkehr an die Brutplätze ist auch von den Eisverhältnissen abhängig.

## Nahrung

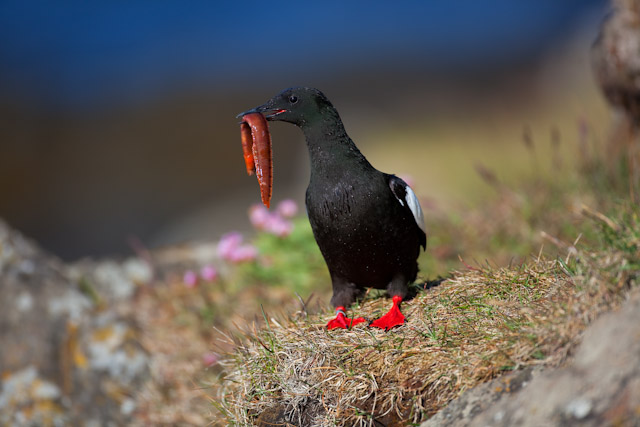
Altvogel mit Atlantischem Butterfisch auf Island

Ihre Tauchgänge zur Nahrungssuche beginnen diese Vögel von der Wasseroberfläche. Vor dem Tauchen strecken sie häufig den Kopf bis über die Augen ins Wasser. Sie erbeuten hauptsächlich Fisch, aber auch Krebstiere, Weichtiere und Pflanzenteile. Krebstiere spielen neben Mollusken und Borstenwürmern vor allem im Winterhalbjahr eine wesentliche Rolle in der Ernährung.
Der Nahrungserwerb findet gewöhnlich in küstennahen Seichtgewässern statt. Sie sind aber auch weit draußen am Packeisrand und an Eisbergen zu beobachten. Brutvögel Dänemarks und Shetlands suchen selten mehr als zwei bis drei Kilometer außerhalb ihrer Brutkolonien nach Nahrung. Brutvögel der Hudson Bay entfernen sich dagegen regelmäßig bis zu fünf Kilometer vom Nistplatz und sind gelegentlich noch in einer Entfernung von 13 Kilometer zu beobachten. Gryllteisten können bis zu fünfzig Meter tief tauchen, sie finden ihre Nahrung aber meistens an Stellen, die weniger als dreißig Meter tief sind. Die einzelnen Tauchgänge währen im Schnitt 73 Sekunden, mit einer durchschnittlichen Pause von 27,5 Sekunden zwischen den Tauchgängen. Der tägliche Nahrungsbedarf bei in Gefangenschaft gehaltenen Vögeln beträgt 80 bis 240 Gramm Fisch.

## Fortpflanzung

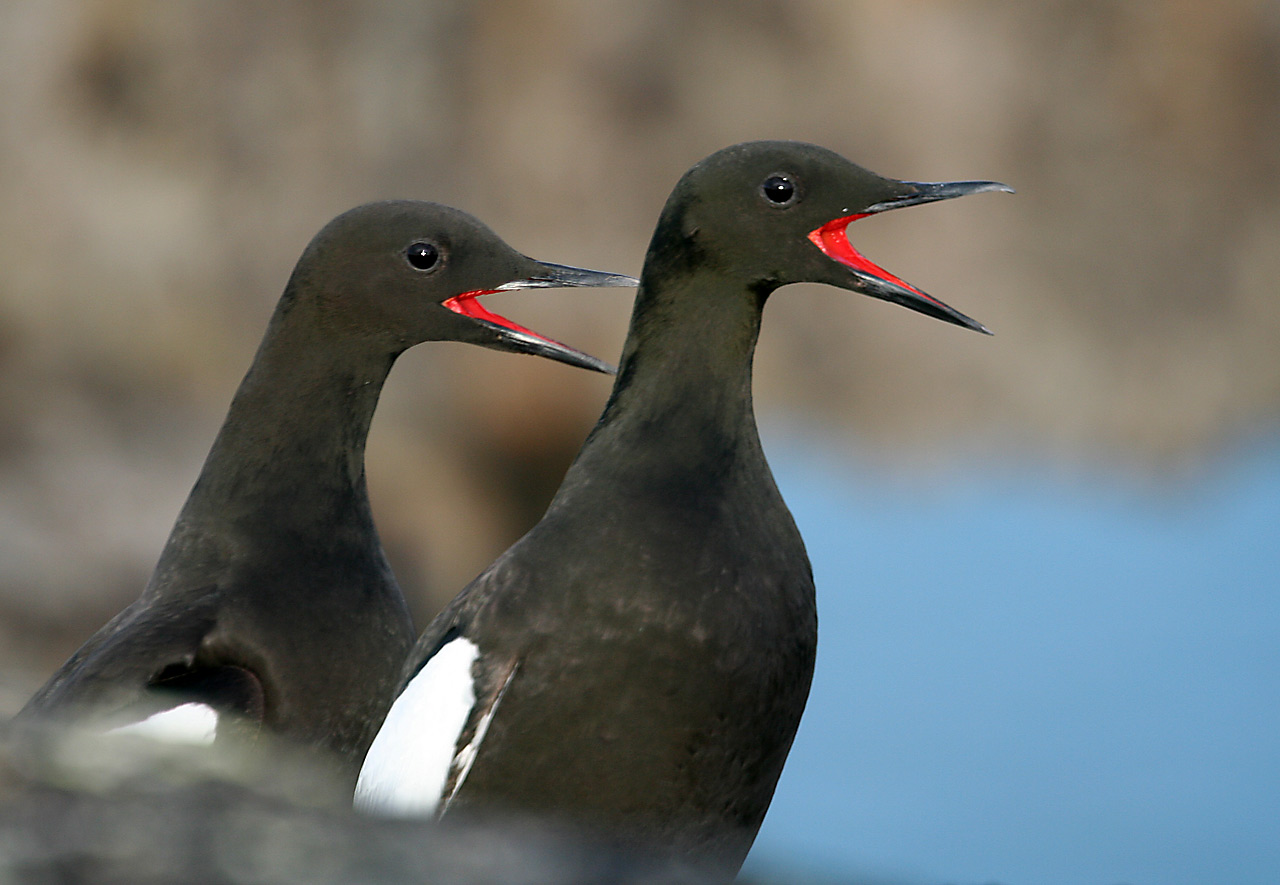
Gryllteisten auf Spitzbergen

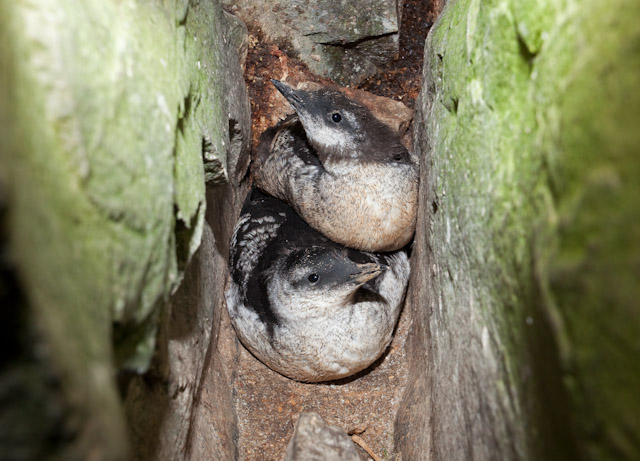
Jungvögel wenige Tage vor Verlassen des Brutplatzes auf Island

Die Brutplätze der Gryllteiste liegen auf felsigen Inseln und Klippen. Meist befinden sie sich direkt an der Küste auf Fels-, Kies- oder Sandinseln oder zwischen Felsen am Fuß steiler Böschungen. Gelegentlich finden sich Brutplätze aber auch bis zu 600 Meter über dem Wasserspiegel. In Brutkolonien, in denen mehrere Vogelarten brüten, besetzen sie meist die unteren Stockwerke.

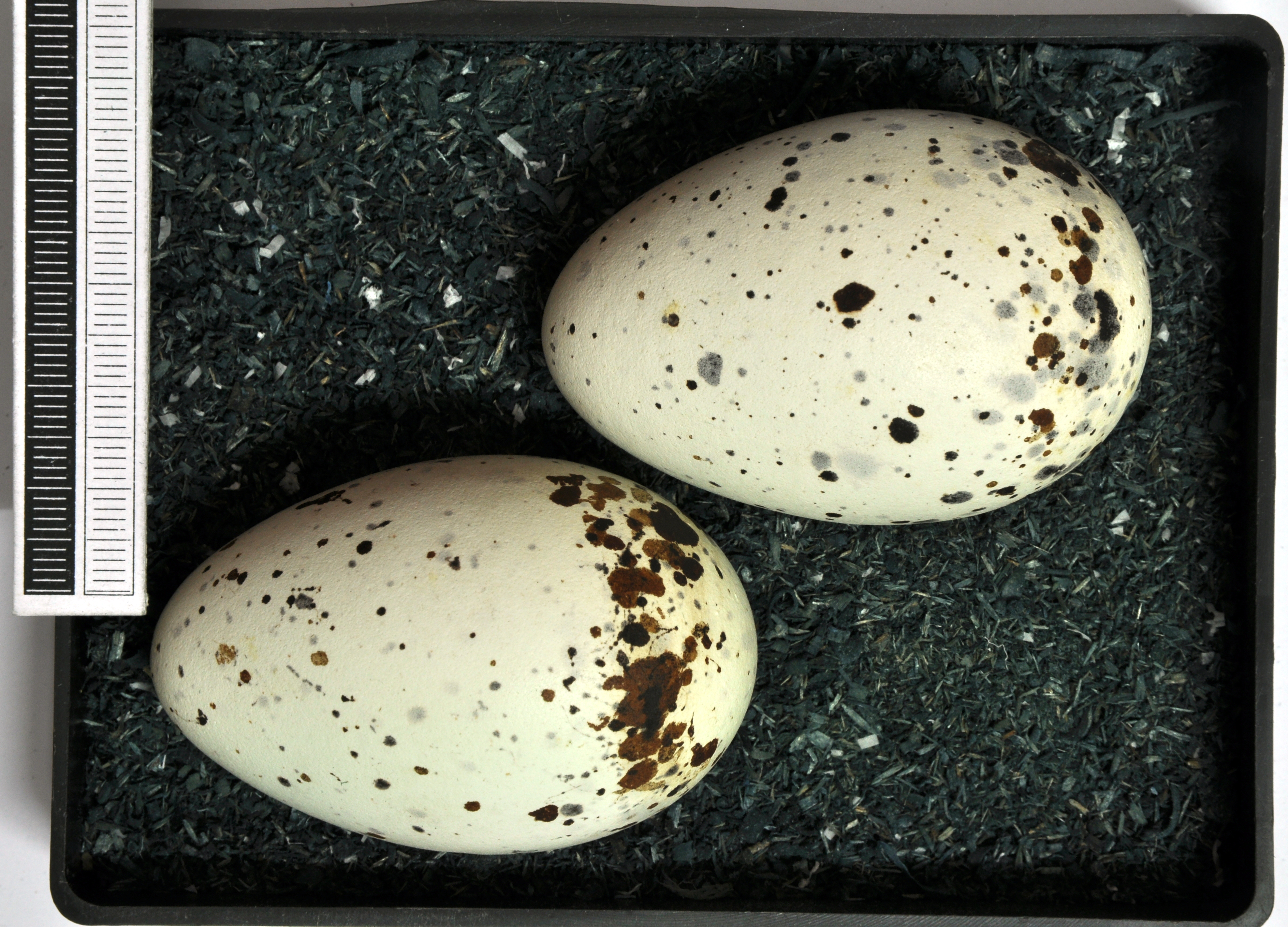
Eier (Sammlung Museum Wiesbaden)

Es handelt sich um Höhlenbrüter. Manchmal brütet die Gryllteiste sogar in Löchern von Hafenmauern, an Gebäuden und sogar in Nistkästen. Gewöhnlich ist sie ein Einzelbrüter, gelegentlich brütet sie aber auch in kleinen Kolonien mit bis zu 20 Brutpaaren. Die Verteilung der Brutplätze ist überwiegend durch das Angebot geeigneter Nistplätze bestimmt. Es wird pro Jahr nur ein Gelege großgezogen. Bei Gelegeverlust kommt es zu einem Nachgelege.
Die Geschlechtsreife erreichen Gryllteisten frühestens mit zwei Jahren. Sie führen eine monogame Saisonehe, wobei sie eine hohe Brutplatztreue und zudem eine hohe Partnertreue aufweisen. Die Eier liegen in der Höhle auf einer gescharrten Mulde auf dem Boden. Der Legebeginn ist abhängig vom Verbreitungsgebiet. Die Brutzeit beginnt in den europäischen Verbreitungsgebieten frühestens Anfang Mai, in den nördlicheren Verbreitungsgebieten meist erst im Juni. Das Gelege besteht in der Regel aus zwei Eiern. Diese sind kurz spindelförmig oder länglich oval. Die Grundfarbe ist weiß bis grünlich mit großen dunkelbraunen Flecken. Die Brutdauer beträgt 25 bis 36 Tage. An der Brut sind beide Elternvögel beteiligt, wobei in der Regel das Männchen während der Nacht und das Weibchen tagsüber brütet. Die Jungvögel werden ebenfalls von beiden Elternvögeln betreut und gehudert. Die Jungvögel verlassen den Nistplatz zu einem Zeitpunkt, zu dem ihre Schwungfedern noch nicht ganz ausgewachsen sind, diese ihnen jedoch ein langsames Abgleiten ermöglichen.
Bei Untersuchungen in Dänemark schlüpften aus 59 Prozent der Eier Jungvögel und von diesen erreichten 54 Prozent das Alter, in dem sie ihren Nistplatz verließen. In Island lag der Schlupferfolg dagegen bei 80 Prozent und 89 Prozent der Jungvögel erreichten das Ausflugsalter. Wesentliche Ursache für einen verminderten Bruterfolg sind Bodenräuber wie Wiesel und Ratten. Die durchschnittliche Mortalitätsrate adulter Vögel beträgt in Island 13 Prozent. Der älteste, wiedergefundene Ringvogel erreichte ein Alter von 22 Jahren und 11 Monaten.

## Bestand und Gefährdung
Die weltweite Population ist nicht genau bekannt, wird aber auf etwa 390.000 Brutpaare geschätzt. In Europa kommen vier der fünf Unterarten vor. Die Zahl der Brutpaare wurde hier zu Beginn des 21. Jahrhunderts auf 130.000 bis 300.000 Brutpaare geschätzt und gilt als insgesamt stabil. Populationen mit mehr als 10.000 Brutpaaren finden sich unter anderem auf Grönland, Island, Norwegen, Spitzbergen, Finnland, Großbritannien und Russland. Während die Bestände in Skandinavien abnehmen, sind sie auf Island, Grönland und den Faröern stabil, in Finnland, Dänemark und Großbritannien nehmen sie sogar zu. Die Brutbestände im Südosten Schottlands sind im 19. Jahrhundert, die in Yorkshire im Jahre 1948 erloschen.
Wie bei den anderen Alkenarten auch sind Ölverschmutzung, Verfolgung durch den Menschen, Ertrinken in Fischernetzen sowie klimatische Verhältnisse die wesentlichen Mortalitätsursachen. Zu den Prädatoren zählen unter anderem der Mink sowie Ratten.

## Unterarten

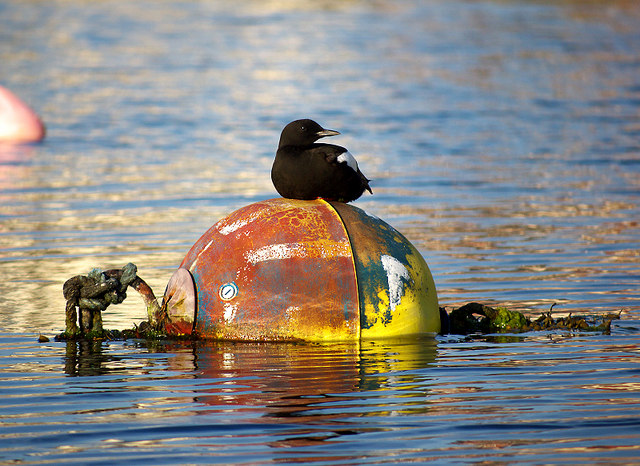
Gryllteiste auf einer Boje

Es werden zwischen drei und sieben Unterarten beschrieben, von denen fünf weitgehend anerkannt sind. Diese variieren größtenteils sehr allmählich (klinal) in Bezug auf die Länge der Extremitäten und des Schnabels sowie der Ausdehnung der weißen Gefiederpartien. Erstere Merkmale folgen dabei weitgehend der Allenschen Regel, letzteres der Glogerschen Regel.
- Cepphus grylle grylle (Linnaeus, 1758) – Ostsee
- Cepphus grylle mandtii (Lichtenstein, 1822) – nördliche Arktis östliches Nordamerikas, südwärts bis nach Labrador und ins nördliche Neufundland, Westen und Osten Grönlands, Jan Mayen und Spitzbergen, von dort ostwärts durch Sibirien bis ins nördliche Alaska
- Cepphus grylle arcticus (C. L. Brehm, 1924) – Subarktis in Nordamerika sowie vom südlichen Grönland bis zu den Britischen Inseln und Norwegen, südwestliches Schweden, Dänemark, Murmansk und Weißes Meer
- Cepphus grylle faeroeensis (C. L. Brehm, 1931) – Färöer
- Cepphus grylle islandicus Hørring, 1937 – Island

## Belege

### Einzelbelege
1. ↑  Bauer et al., S. 570.
2. ↑  Gaston et al., S. 169.
3. ↑  Glutz v. Blotzheim, S. 1062f, s. Literatur.
4. ↑  Bernd Koop (2020, publiziert 2022): Die GryllteisteCepphus grylle: Nach langer Zeit wieder Brutvogel in Deutschland. Die Vogelwelt 140: 207-210.
5. ↑  Gaston et al., S. 173.
6. 1 2 3 4 5  Bauer et al., S. 571.
7. 1 2  Bauer et al., S. 572.
8. ↑  Glutz v. Blotzheim, S. 1059f, s. Literatur.